# Faddan More Psalter

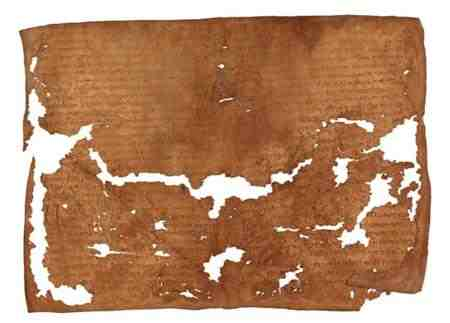
Ein Bogen aus dem Faddan More Psalter

Der Faddan More Psalter (auch Faddan Mor Psalter oder trivial Irish bog psalter) ist ein christlicher Psalter (Gebetbuch), der am 20. Juli 2006 im Faddan More bog, einem Moor bei Faddan More (irisch An Feadán Mór), im Norden des irischen Countys Tipperary gefunden wurde. Das Irische Nationalmuseum schätzt, dass der Psalter zwischen 1000 und 1200 Jahre lang im Moor verborgen lag, und stuft ihn als einen der wichtigsten archäologischen Funde der letzten Jahrzehnte in Irland ein. Nach Meinung von Bernard Meehan, einem vom Trinity College (Dublin) hinzugezogenen Experten für mittelalterliche Handschriften, ist dies der erste Fund einer frühmittelalterlichen irischen Handschrift seit zwei Jahrhunderten. Seit Sommer 2011 ist der Faddan More Psalter in der Schatzkammer des Irischen Nationalmuseums ausgestellt.

## Faddan More bog
Die Gegend um Faddan More kann mit einer reichen mittelalterlichen Geschichte aufwarten und in unmittelbarer Nähe finden sich frühe Klostergründungen wie Lorrha und Terryglass im County Tipperary oder Birr und Seirkieran im County Offaly. Bereits im Jahre 1999 wurde im Faddan More bog, nur etwa 100 Meter entfernt, ein Beutel aus feinem Leder gefunden, der mittels 14C-Datierung in das 7. bis 9. Jahrhundert datiert werden konnte. Der trapezförmige Beutel maß 40 Zentimeter an der Mündung, 60 Zentimeter am Fuß und 40 Zentimeter in der Höhe, er war durch feine Stiche vernäht und wies mehrere aufgenähte Verstärkungen auf. Ob der Beutel in einer Verbindung zu dem Psalter steht, kann nicht sicher bestätigt werden. 2002 stieß man auf einen nicht mehr vollständigen, fassförmigen Behälter mit zwei durchbrochenen seitlichen Griffen, der aus einem Stück Holz geschnitzt war. Der Behälter hatte eine Höhe von 46,5 Zentimeter. Eine eingeschnittene Kante deutet an, dass darauf ursprünglich ein abnehmbarer Deckel ruhte. Ebenfalls 2002 wurden mehrere an den Enden angekohlte Holzplanken gefunden, deren größte eine Länge von 150 Zentimeter, eine Breite von 31 Zentimeter und eine Dicke von 4,4 Zentimeter hatte. Obwohl alle Funde in der gleichen Moorschicht lagen wie der im Jahre 2006 gefundene Psalter, ist eine Verbindung dieser Funde mit dem Psalter eher unwahrscheinlich.
Fundort: 53° 3′ 13,1″ N, 7° 59′ 57,3″ W

## Fundumstände
Der Faddan More Psalter wurde am 20. Juli 2006 von Eddie Fogarty beim Torfabbau entdeckt, als das Buch aus der Schaufel seines Baggers in eine danebenliegende, zwei Meter tiefe Grube fiel und offen auf dem Einband liegen blieb. Er benachrichtigte sofort die Eigentümer des Moores, die Brüder Kevin und Patrick Leonard, die herbeieilten, herumliegende Buchteile einsammelten und mit nassen Torfplaggen und einer Folie abdeckten, bevor sie das Irische Nationalmuseum benachrichtigten. Der Direktor des Nationalmuseums Dr. Patrick Wallace lobte die Finder, die den Fund durch das sofortige Abdecken mit feuchtem Torf vor Austrocknung und Sauerstoffzufuhr schützten, da ansonsten das Buch in kürzester Zeit getrocknet und zerfallen wäre. Am nächsten Morgen reiste ein Team von fünf Archäologen und Restauratoren vom Irischen Nationalmuseum an, um den Fund zu bergen. Das Fundstück wurde samt Torfschicht in Plastikfolie eingepackt und für den Transport mit einer schützenden Umhüllung aus Gipsbinden versehen. Die Fundstelle selbst wurde in den darauffolgenden Tagen von zwei Archäologinnen untersucht, die weitere kleine Fragmente des Psalters und eines dazugehörigen Lederbeutels oder eines Futterals bergen konnten. Ein Botaniker barg Torf- und Pollenproben von der Fundstelle für weitere botanische und pollenanalytische Untersuchungen. Im Irischen Nationalmuseum wurde das Buch nur kurz oberflächlich dokumentiert. Nachdem alle gängigen Möglichkeiten der Lagerung eines solchen Fundes abgewogen wurden, entschloss man sich, das Buch feucht in einem Kühlschrank bei +4 °C zu lagern. Das Buch wurde auf einer Moorschicht vom Fundort gebettet, mit einer Silikonschicht abgedeckt und einer stabilen Kunststoffumhüllung gegen mechanische Belastungen geschützt. Außerdem wird das Buch mit Moorflüssigkeit aus der Fundschicht feucht gehalten. Es wird damit versucht, die bisherigen Bedingungen, die das Buch über mehrere Jahrhunderte konservierten, aufrechtzuerhalten. Ziel dabei war es, eine Kontaminierung des Fundstückes durch Konservierungsmittel oder andere Substanzen zu vermeiden. Das Buch soll so lange unter diesen Bedingungen eingelagert bleiben, bis Möglichkeiten erarbeitet wurden, es möglichst schonend freizupräparieren, zu untersuchen und zu konservieren, ohne es dabei zu zerstören.

## Beschreibung
Erste Untersuchungen zeigten, dass der Buchblock in einem kopertähnlichen Einband aus Leder eingebunden war. Der Einband weist eine längere Klappe mit mehreren Einschnitten und abgerundeten Ecken auf, die um das Buch geschlagen und mittels Bändchen an drei Knöpfen auf der Klappe verschlossen werden konnte. Am Einband wurden anhaftende Papyrusfasern entdeckt, die von einer weitgehend vergangenen Deckelversteifung stammten. Die vermutlich aus Pergament oder Horn bestehenden Knöpfe von etwa 26 Millimeter Durchmesser haben mittig ein Loch, durch das sie auf dem Buchdeckel fixiert wurden. Teile der Klappe wurden durch die Baggerschaufel beschädigt. Das Buch lag bei der Auffindung zwischen der dritten zur vierten Lage aufgeschlagen. Die Lagen eins, drei, vier und fünf bestehen aus jeweils zehn, die zweite Lage aus acht und die sechste Lage aus möglicherweise sechs mittig gefalzten Bögen. Insgesamt werden 52 bis 54 Bögen vermutet, was einer Anzahl von etwa 208 oder 216 Buchseiten entspricht. Die Seiten haben ein durchschnittliches Format von etwa 324 mal 220 Millimeter. Die vorderen Lagen des Buches waren besser erhalten, der Schieber der Baggerschaufel beschädigte besonders die vierte Lage stärker und knickte die dahinter liegenden Seiten eselsohrartig um. In den Ecken der Satzspiegel befinden sich große und für die insulare Buchmalerei des Mittelalters charakteristische, illuminierte Initialen. Die sichtbaren Seiten sind mit gelben Rahmen und roten Ornamenten verziert. Typologisch konnten die Initialen in das 7. bis 8. Jahrhundert datiert werden. Die auffälligsten Verzierungsfarben waren Gelb und Bleirot, das aber stellenweise stark oxidiert vorliegt. Weitere Farben wie Kupfergrün sind vermutlich durch die Moorsäuren vergangen. Die Textseiten sind jeweils mit maximal 30 Zeilen mit durchschnittlich je etwa 10 Wörtern beschrieben. Der Text ist in lateinischer Schrift in sorgfältigen Majuskeln auf Vellum, einem feinen Pergament, geschrieben, von dem sich große Fragmente erhalten haben. Die ersten identifizierbaren Worte waren in ualle lacrimarum (übersetzt etwa: im Tal der Tränen), folglich trug die aufgeschlagene Seite Teile des 83. Psalmes, genauer Psalm 83.7 Vers 4 – 9. Der Text basiert auf dem des sogenannten Galizischen Psalters, einer Version des Lateinischen Psalters, der vom hl. Hieronymus im Jahre 392 aus dem Altgriechischen übersetzt wurde. Der Text orientiert sich eng an der lateinischen Fassung des ältesten irischen Buches, dem in der Royal Irish Academy aufbewahrten Psalter Cathach. Zukünftige genauere Untersuchungen des Textes werden Auskunft darüber geben können, von welchen Vorlagen der Faddan More Psalter abgeschrieben wurde.
Bei dem Buch und an der ursprünglichen Lagerstelle wurden zahlreiche Lederreste eines möglichen Beutels oder eines Futterals gefunden, deren größtes Fragment mit einer Länge von etwa 17,5 Zentimetern und einer Breite von 4 Zentimetern vorliegt. Ein Teil des Beutels wurde durch die Baggerschaufel durchtrennt, und Fragmente des Leders hafteten am Buch, während der Rest noch in der Moorschicht am Fundplatz steckte. Das feine Leder lag teilweise nur noch als amorphe Masse vor. Daneben wurden zwei gebrochene Lederbänder von 7 Zentimeter und 14,2 Zentimeter Länge gefunden, deren längeres ein spitz zugeschnittenes Ende aufweist und die vermutlich zum Tragen oder Verschließen des Beutels bzw. Futterals dienten.

## Konservierung
Die Tatsache, dass sich das Pergament des Buches überhaupt erhalten hat, ist einmalig. Pergament besteht aus ungegerbter Rohhaut, die bei der Herstellung stark gekalkt wird und dadurch sehr basisch wird. Unter normalen Umständen wäre das Pergament in kurzer Zeit zersetzt worden, sobald es feucht wurde. Verschiedene Faktoren wie Gerbstoffe, Sauerstoffarmut und antibiotisch wirkende Stoffe aus den Torfmoosen behindern das Wachstum von Mikroorganismen, verlangsamen den biologischen Abbau und begünstigen den Erhalt von organischem Material. Gerbstoffe aus dem Moor dringen langsam in die Pergamentschichten ein und gerben es zu Leder. Allerdings war es für die Erhaltung des Buches wichtig, dass diese Gerbstoffe möglichst schnell in das gesamte Buch eindrangen und einwirkten, ansonsten wären nur die äußeren Pergamentschichten erhalten geblieben. Die Ausgräber berichteten, dass das Buchpaket einer Lasagne glich und die Teile, an denen die Gerbstoffe nicht schnell genug eingedrungen waren, wie Buchstabensuppe auf den Betrachter wirkten. Dort löste sich das Pergament bis auf die von der Tinte bedeckten Stellen auf und die aufgelösten Buchstabenfragmente schwammen frei in der Flüssigkeit umher. An anderen Stellen lagen die aus dem vergangenen Pergament gelösten Buchstaben lose in Schichten übereinander. Grundsätzlich sind die einzelnen Seiten zu den Rändern hin besser erhalten als deren Mitte. Die endgültige Konservierung des Fundes gestaltet sich für die Wissenschaftler des Irischen Nationalmuseums schwierig, da es aufgrund fehlender Vergleichsfunde noch keine Erfahrungen gibt. Interdisziplinär wurden Anfragen an namhafte Wissenschaftler und Institute gestartet, die zum Teil widersprüchliche Ratschläge erbrachten. So erfordert die Konservierung der Farbe der Illuminationen und Tinte der Schrift eine andere Behandlung als das Pergament. Eine unkontrollierte Trocknung des Buchpaketes würde es um bis zu 70 % schrumpfen lassen, was den Fund völlig zerstören würde. Trocknet es im Paket, würde es zu einem festen Klumpen verkleben, daher muss es Blatt für Blatt freipräpariert und konserviert werden. Sauerstoffzufuhr und Lichteinwirkung würden die noch erhaltenen Farben verändern. Zur Ermittlung optimaler Möglichkeiten, die eine dauerhafte und stabile Konservierung des Fundes ermöglichen, wurden zahlreiche Versuche mit Pergamentmustern aus dem 18. Jahrhundert und nicht mehr zuweisbaren freien Fragmenten aus dem Faddan More Psalter durchgeführt.

## Deutung
Es wird vermutet, dass es von Mönchen eines nahegelegenen irischen Klosters angefertigt wurde. Moore wurden bereits früh von Anwohnern genutzt, um dort verschiedenste Gegenstände zu deponieren, etwa um sie wie im Falle der Moorbutter möglicherweise über einen längeren Zeitraum zu konservieren oder auch einfach nur um Wertgegenstände vor Plünderungen zu bewahren. Das Buch wurde, nach Lage der Spuren an der Fundstelle, vermutlich in einen Lederbeutel oder ein Lederetui gehüllt stehend in einer Moorgrube niedergelegt. Ob es dort verloren wurde oder die Ablage bewusst mit der Intention geschah, es später wieder zu bergen, lässt sich nicht mehr ermitteln.
Der Psalter zeigt zahlreiche technische Gemeinsamkeiten mit koptischen Büchern wie den Nag-Hammadi-Schriften aus Ägypten, zudem lassen die auf der Innenseite des Ledereinbandes gefundenen Papyrusreste vermuten, dass der Einband des Faddan More Psalters mit Papyrus-Kartonage gefüttert war, wie bei den frühen koptischen Codices üblich. Diese Details und die Tatsache, dass das Papyrusmaterial nur aus Afrika importiert worden sein konnte, deuten an, dass enge Kontakte zwischen der frühchristlichen Kirche Irlands zur koptischen Kirche in Nordafrika bestanden.

## Bedeutung
Aus buchgeschichtlicher Sicht ist der Faddan More Psalter besonders interessant, da er einer der extrem seltenen aus dem Frühmittelalter erhaltenen Bücher ist, die noch ihren originalen Einband aufweisen. Fast alle anderen frühmittelalterlichen Bücher wurden dagegen später nach dem jeweils aktuellen Stand der Technik neu eingebunden, was Aussagen zu deren ursprünglicher Einbindetechnik sehr erschwert. Manuskripte von der Qualität des Faddan More Psalters wurden nur in den Skriptorien größerer und bedeutender Klöster angefertigt, in deren Bibliotheken sie anschließend verwahrt wurden. Die Wissenschaftler hoffen, durch die eingehende Untersuchung des Fundes klären zu können, ob eine sicherere Datierung durch eine genauere Klassifizierung der Buchmalereien möglich ist. Es soll geklärt werden, welche Malereien sich in den einzelnen Kapiteln befinden, ob das Manuskript weitere Texte neben den Psalmen, ein Datum oder die Namen der Schreiber, des Klosters oder des Auftraggebers enthält. Ebenfalls soll geklärt werden, ob der Psalter von nur einem oder mehreren Schreibern angefertigt wurde und welche Pigmente und Tinten verwendet wurden. Schließlich bleibt die Frage zu klären, ob der Lederbeutel bzw. das Futteral fest oder lose mit dem Buch verbunden war und ob dieses verziert war.

## Fehlinterpretierte Prophezeiung
Die während der Auffindung offenliegenden Seiten trugen den Psalm 83 in der Verszählung der Septuaginta, die mit Psalm 84 in der masoretischen Verszählung der meisten altenglischen Bibelübersetzungen übereinstimmt. Aufgrund der Verwirrung über die unterschiedliche Zählung verbreitete sich die Nachricht, dass die aufgeschlagenen Seiten des Psalters den masoretischen Psalm 83 zeigten. Dieser Psalm beinhaltet Texte wie Kommt, wir wollen sie vertilgen, dass sie kein Volk mehr seien, dass des Namens Israel nicht mehr gedacht werde. Diese Prophezeiung zur Zerstörung Israels verleitete Teile der Öffentlichkeit dazu, einen Zusammenhang zu dem zugleich stattfindenden Libanonkrieg 2006 herzustellen. Der Museumsleiter des Nationalmuseums klärte diese Fehlinterpretation mit dem Verweis auf die unterschiedlichen Verszählungen in der Septuaginta und Masoreten auf und stellte klar, dass auf der aufgeschlagenen Seite kein Aufruf zur Zerstörung Israels beschrieben steht.